# Juan Bautista Vergé
Juan Bautista Vergé Boix (La Jana, provincia de Castellón, 24 de septiembre de 1663-Valencia, 11 de enero de 1725) fue un eclesiástico y escritor español.

## Biografía
Nació en La Jana, provincia de Castellón, en 1763, hijo de Juan Bautista Vergé y Eugenia Boix. A los nueve años comenzó estudios de Humanidades en San Mateo y, a partir de los quince, de Filosofía y Teología en Valencia. Doctor en Teología por la Universidad de Valencia, a los 24 años entró en la Congregación del Oratorio de San Felipe Neri de la capital valenciana, donde se ordenó sacerdote y pronto fue nombrado prepósito. También ostentó el título de pavorde.
Durante sus 37 años de pertenencia a la congregación, ejerció un infatigable apostolado misionero por las tierras de las diócesis de Valencia, Tortosa, Segorbe y Teruel. Fue también enviado a fundar la casas de la congregación en Murcia (1713) y Palma de Mallorca (1717), así como a perfeccionar la de Córdoba (1720).
El padre Vergé murió en 1725, a consecuencia de una apoplejía sufrida mientras rezaba y de la que no se recuperó. Dejó fama de santidad y de disponer del don de la profecía.

## Obra
Juan Bautista Vergé completó su obra misionera con una obrita de gran éxito, el Memorial de la misión, publicado en 1699 de manera anónima y sin licencia eclesiástica; no se conserva ningún ejemplar, pero conocemos su descripción por la Biblioteca Valentina. Por ser anónima y sin licencia, el Santo Oficio ordenó en 1739 retirar las reimpresiones hechas hasta el momento e incluyó el Memorial en el Índice, pero el arzobispo Orbe, conocedor de la autoría del memorial, se encargó de autorizar una nueva edición, que apareció en 1753 a nombre del padre Vergé. La obra, que resume las meditaciones necesarias para la labor misionera, fue reimpresa en al menos medio centenar de ocasiones hasta mediados del siglo XIX. El libro fue objeto de al menos una traducción al portugués y cruzó el Atlántico para engrosar allá bibliotecas catedralicias.

### Algunas ediciones delMemorial
- Anónimo, Memorial de la mision. Meditaciones cotidianas, dedicadas al Patriarca San Felipe Neri, Fundador de la Congregacion del Oratorio, Valencia: Vicente Cabrera, 1699.
- Id., Valencia: Antonio Bordázar, 1736.
- Id., Valencia: Antonio Bordázar, 1737.
- Jerónimo Dutari, Vida cristiana y práctica fácil de entablarla, que compuso el padre Jerónimo Dutari de la Compañía de Jesús con el memorial de la misión compuesto por el padre doctor Juan Bautista Vergé, presbítero de la Congregación del Oratorio de Valencia, Valencia: José García, 1737.
- Juan Bautista Vergé, Memorial da Missam, Meditações quodidianas dedicadas ao Patriarcha San Felipe Neri, fundador da Congregação do Oratório, Lisboa: Francisco de Silva, 1749.
- Id., Memorial de la mision. Meditaciones cotidianas dedicadas al patriarca San Phelipe Neri, fundador de la Congregacion del Oratorio, dispensero ordinario de la divina palabra, heroyco atlante de la devocion, y abogado de la perseverancia, Valencia: Joseph Thomàs Lucas, 1753.
- Id., Mallorca: Viuda Cerdá, 1769.
- Id., 44ª impresión, Valencia: Martín Peris, 1779 (fecha seguramente errada).
- Id., 45ª impresión, Madrid: Andrés de Sotos, 1778.[10]
- Id., 46ª impresión, Madrid: Andrés de Sotos, 1787.[11]
- Id., Cádiz: Manuel Ximenez Carreño, 1788.
- Id., Valencia: Viuda de Agustí Laborda, s. f.
- Id., 46ª (sic) impresión, Barcelona: Consortes Sierra y Oliver Martí, s. f.
- Id., Valencia: Domingo y Mompié, 1819.
- Id., Valencia: Benito Monfort, 1836.
- Id., 47ª impresión, Granada: Manuel Sanz, 1848.
- Juan Bautista Verche (sic), Memorial de la mision. Meditaciones cotidianas dedicadas al patriarca S. Felipe Neri, fundador de la Congregacion del Oratorio, dispensero ordinario de la divina palabra, heróico atlante de la devocion, y abogado de la perseverancia, Barcelona: Pablo Riera, 1861.